# نازلة دار الأكابر
نازلة دار الأكابر، رواية عربية، للروائية التونسية أميرة غنيم. صدرت الرواية لأوّل مرة عام 2020 عن دار مسعى للنشر والتوزيع في البحرين، ودخلت في القائمة القصيرة للجائزة العالمية للرواية العربية لعام 2021، المعروفة باسم «جائزة بوكر العربية».